# Louis-Marie-Joseph-Eusèbe Caverot

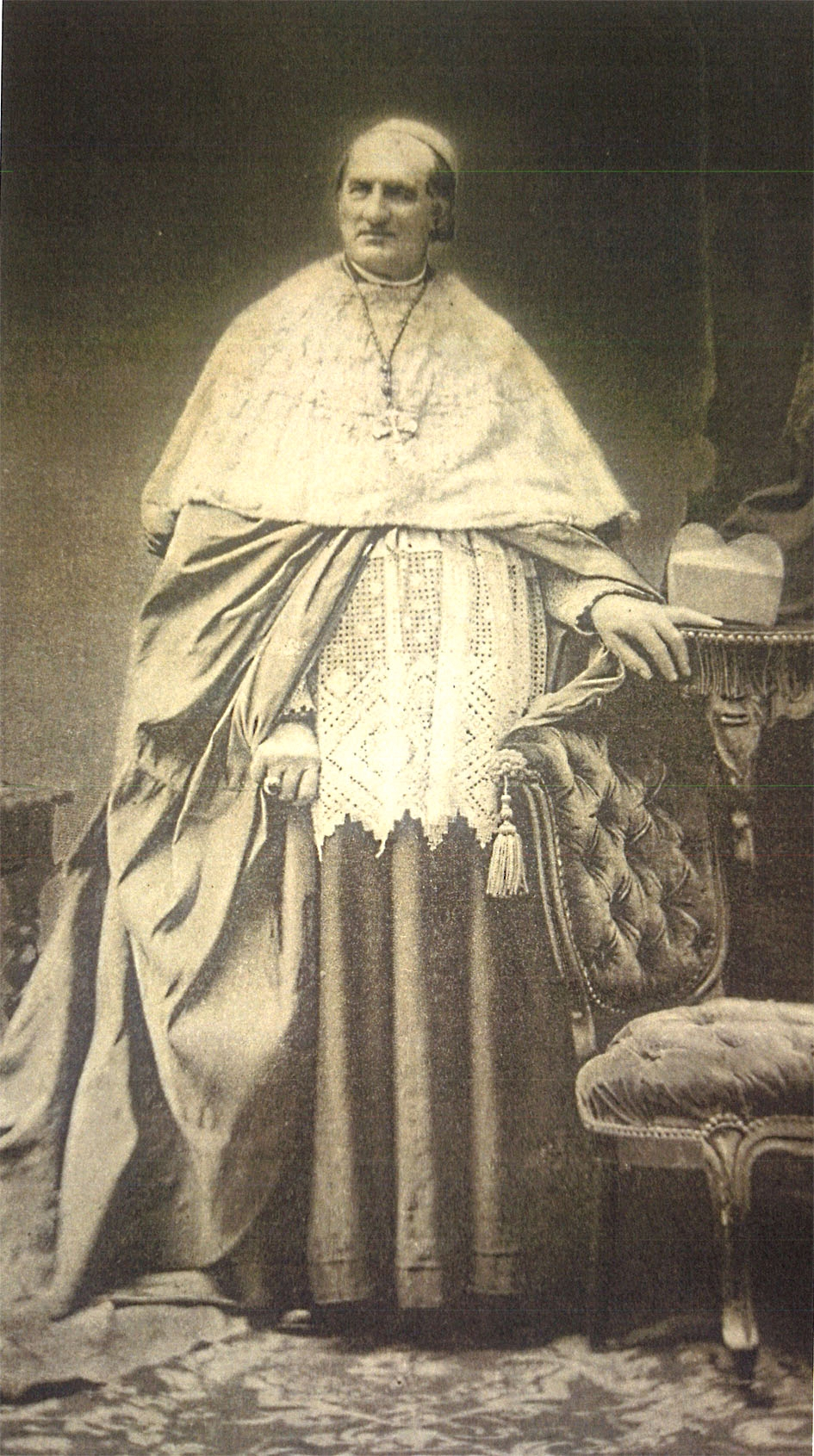
Erzbischof Louis-Marie Kardinal Caverot in Cappa magna (um 1880)

Louis-Marie-Joseph-Eusèbe Caverot (* 26. Mai 1806 in Joinville; † 23. Januar 1887 in Lyon) war ein französischer Kardinal der Römischen Kirche.

## Leben

Wappen als Kardinal-Erzbischof von Lyon

Sein Vater arbeitete im Standesamt von Joinville, seine Mutter stammte aus Neufchâteau. Dort verbrachte er während seiner Kindheit bei seinen Großeltern die Weihnachtsfeste. Er besuchte die weiterführende Schule in Troyes und anschließend die Jesuitenschulen in Dôle und Saint-Acheul.
Nach einem Jurastudium und einer Tätigkeit im Kriegsministerium besuchte er 1828 das Seminar Saint-Sulpice in Paris. Am 19. März 1831 empfing er die Priesterweihe.
Danach war er bis 1834 als Vikar im Erzbistum Besançon tätig und weitere sechs Jahre, bis 1840, als Kaplan. Von 1840 bis 1845 wirkte er als Kanonikus an der Kathedrale von Besançon, ehe er weitere drei Jahre, bis 1848, als Generalvikar arbeitete.
Am 20. April 1849 wurde Caverot zum Bischof des Bistums Saint-Dié ernannt; die Bischofsweihe fand am 22. Juli 1849 statt und wurde von Jacques-Marie-Adrien-Césaire Mathieu, dem Erzbischof von Besançon durchgeführt, Mitkonsekratoren waren Bénigne du Trousset d’Héricourt, Bischof von Autun, und François-Victor Rivet, Bischof von Dijon. Nach 27 Jahren an der Spitze von Saint-Dié wechselte Caverot am 26. Juli 1876 als Erzbischof ins Erzbistum Lyon.
Papst Pius IX. nahm Caverot im Konsistorium vom 12. März 1877 als Kardinalpriester mit der Titelkirche San Silvestro in Capite ins Kardinalskollegium auf. Nur ein Jahr später nahm Caverot am Konklave 1878 teil, in welchem Papst Leo XIII. gewählt wurde. Zuletzt nahm Caverot am 24. März 1884 den Wechsel seiner Titelkirche vor und bekam als neue Titelkirche Santa Trinità dei Monti.
Louis-Marie-Joseph-Eusèbe Caverot starb drei Jahre danach, im Alter von 80 Jahren. Er ist in der Kathedrale von Lyon bestattet.